# Valdemar II da Dinamarca

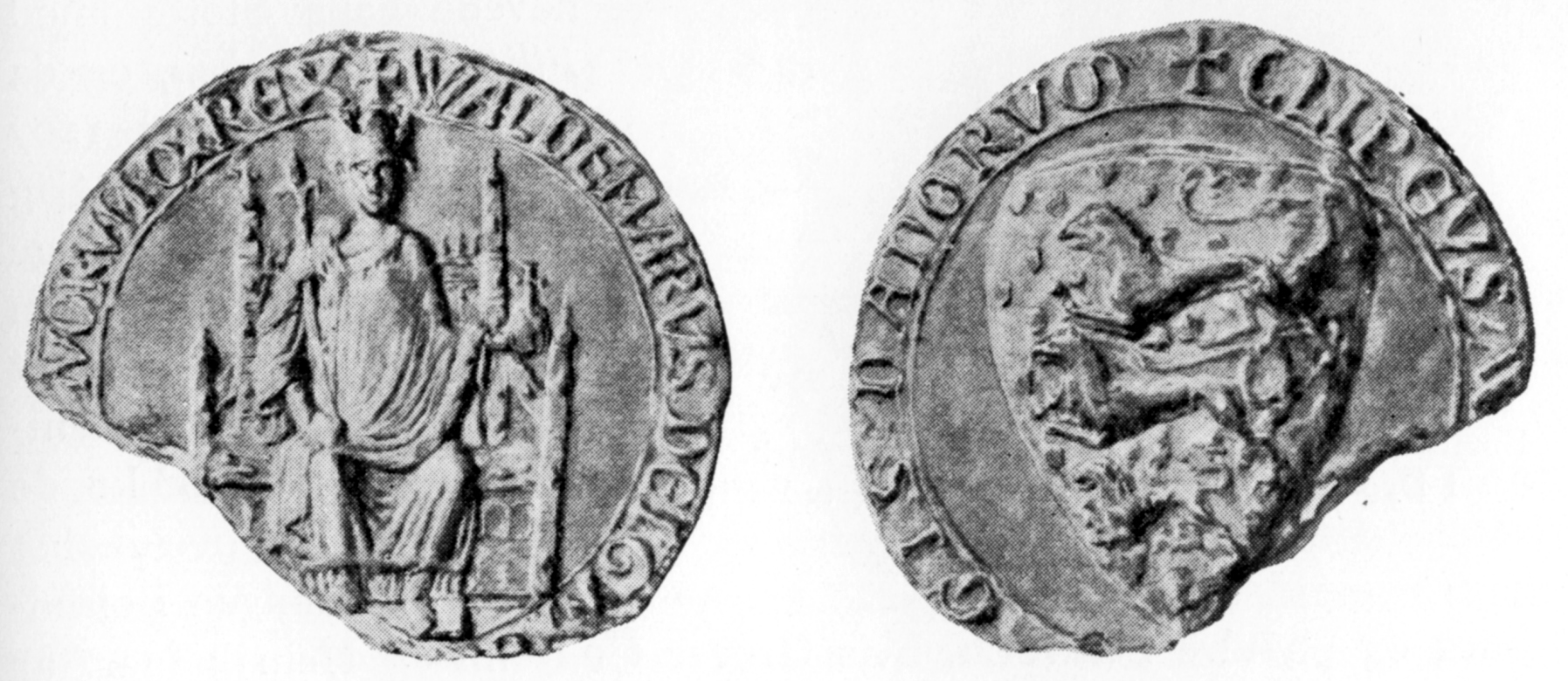
Selo de Valdemar II

Valdemar II de Dinamarca ou Valdemar, o Vitorioso, (em dinamarquês:  Valdemar Sejr), nascido em 21 de junho de 1170 e falecido a 28 de março de 1241, foi rei da Dinamarca de 1202 até sua morte.
Depois da morte da sua primeira mulher, Margarida (Dagmar em dinamarquês) da Boémia, se casou com a filha de D. Sancho I de Portugal, Berengária, com a qual teve vários descendentes, entre eles Érico IV (Erik 4. Plovpenning) que lhe sucedeu no trono. Após a morte de Eric por assassínio, sucedeu-lhe o seu irmão Cristóvão I (Christoffer 1.), também este filho de Berengária.

## Descendência
Da sua primeira mulher, Dagmar da Boêmia, teve apenas um varão:
| Nome                      | Nascimento | Morte | Notas                                           |
| ------------------------- | ---------- | ----- | ----------------------------------------------- |
| Valdemar III da Dinamarca | 1209       | 1231  | Casou em 1229 com a infanta Leonor de Portugal. |

Do seu segundo casamento, com Berengária de Portugal, teve quatro filhos:
| Nome                     | Nascimento | Morte               | Notas                                               |
| ------------------------ | ---------- | ------------------- | --------------------------------------------------- |
| Érico IV da Dinamarca    | 1216       | 1250                | Casou em 1239 com Judite da Saxónia.                |
| Sofia                    | 1217       | 24 de Abril de 1241 | Casou por volta de 1235 com João I de Brandemburgo. |
| Abel I da Dinamarca      | 1218       | 29 de Junho de 1252 | Casou em 1237 com Matilde de Holstein.              |
| Cristóvão I da Dinamarca | 1219       | 29 de Maio de 1259  | Casou em 1248 com Margarida Sambiria.               |

De Helena Guttormsdotter:
| Nome              | Nascimento | Morte                 | Notas                            |
| ----------------- | ---------- | --------------------- | -------------------------------- |
| Canuto de Lolande | 1211       | 15 de Outubro de 1260 | Casou com Edviges? de Pomerélia. |

De dama desconhecida:
| Nome               | Nascimento | Morte | Notas                      |
| ------------------ | ---------- | ----- | -------------------------- |
| Nicolau de Halande |            | 1218  | Casou com Oda de Schwerin. |

## Antepassados
|  |                                          |  |  |  |  |  |  |  |  |  |  |  |  |  |  |  |
|  | 8. Érico I da Dinamarca                  |  |  |  |  |  |  |  |  |  |  |  |  |  |  |  |
|  |                                          |  |  |  |  |  |  |  |  |  |  |  |  |  |  |  |
|  |                                          |  |  |  |  |  |  |  |  |  |  |  |  |  |  |  |
|  | 4. Canuto Lavardo                        |  |  |  |  |  |  |  |  |  |  |  |  |  |  |  |
|  |                                          |  |  |  |  |  |  |  |  |  |  |  |  |  |  |  |
|  |                                          |  |  |  |  |  |  |  |  |  |  |  |  |  |  |  |
|  | 9. Bodil Thrugotsdatter                  |  |  |  |  |  |  |  |  |  |  |  |  |  |  |  |
|  |                                          |  |  |  |  |  |  |  |  |  |  |  |  |  |  |  |
|  |                                          |  |  |  |  |  |  |  |  |  |  |  |  |  |  |  |
|  | 2. Valdemar I da Dinamarca               |  |  |  |  |  |  |  |  |  |  |  |  |  |  |  |
|  |                                          |  |  |  |  |  |  |  |  |  |  |  |  |  |  |  |
|  |                                          |  |  |  |  |  |  |  |  |  |  |  |  |  |  |  |
|  | 10. Mistislau I de Quieve                |  |  |  |  |  |  |  |  |  |  |  |  |  |  |  |
|  |                                          |  |  |  |  |  |  |  |  |  |  |  |  |  |  |  |
|  |                                          |  |  |  |  |  |  |  |  |  |  |  |  |  |  |  |
|  | 5. Ingeborga de Quieve                   |  |  |  |  |  |  |  |  |  |  |  |  |  |  |  |
|  |                                          |  |  |  |  |  |  |  |  |  |  |  |  |  |  |  |
|  |                                          |  |  |  |  |  |  |  |  |  |  |  |  |  |  |  |
|  | 11. Cristina da Suécia                   |  |  |  |  |  |  |  |  |  |  |  |  |  |  |  |
|  |                                          |  |  |  |  |  |  |  |  |  |  |  |  |  |  |  |
|  |                                          |  |  |  |  |  |  |  |  |  |  |  |  |  |  |  |
|  | 1. Valdemar II da Dinamarca              |  |  |  |  |  |  |  |  |  |  |  |  |  |  |  |
|  |                                          |  |  |  |  |  |  |  |  |  |  |  |  |  |  |  |
|  |                                          |  |  |  |  |  |  |  |  |  |  |  |  |  |  |  |
|  | 12. Gleb Vseslavich Knjaz                |  |  |  |  |  |  |  |  |  |  |  |  |  |  |  |
|  |                                          |  |  |  |  |  |  |  |  |  |  |  |  |  |  |  |
|  |                                          |  |  |  |  |  |  |  |  |  |  |  |  |  |  |  |
|  | 6. Vladimir de Novogárdia                |  |  |  |  |  |  |  |  |  |  |  |  |  |  |  |
|  |                                          |  |  |  |  |  |  |  |  |  |  |  |  |  |  |  |
|  |                                          |  |  |  |  |  |  |  |  |  |  |  |  |  |  |  |
|  | 13. Anastácia Jaropolkovna Vladimirskaja |  |  |  |  |  |  |  |  |  |  |  |  |  |  |  |
|  |                                          |  |  |  |  |  |  |  |  |  |  |  |  |  |  |  |
|  |                                          |  |  |  |  |  |  |  |  |  |  |  |  |  |  |  |
|  | 3. Sofia de Minsk                        |  |  |  |  |  |  |  |  |  |  |  |  |  |  |  |
|  |                                          |  |  |  |  |  |  |  |  |  |  |  |  |  |  |  |
|  |                                          |  |  |  |  |  |  |  |  |  |  |  |  |  |  |  |
|  | 14. Boleslau III da Polónia              |  |  |  |  |  |  |  |  |  |  |  |  |  |  |  |
|  |                                          |  |  |  |  |  |  |  |  |  |  |  |  |  |  |  |
|  |                                          |  |  |  |  |  |  |  |  |  |  |  |  |  |  |  |
|  | 7. Rikissa da Polónia                    |  |  |  |  |  |  |  |  |  |  |  |  |  |  |  |
|  |                                          |  |  |  |  |  |  |  |  |  |  |  |  |  |  |  |
|  |                                          |  |  |  |  |  |  |  |  |  |  |  |  |  |  |  |
|  | 15. Salomé de Berg-Schelklingen          |  |  |  |  |  |  |  |  |  |  |  |  |  |  |  |
|  |                                          |  |  |  |  |  |  |  |  |  |  |  |  |  |  |  |
|  |                                          |  |  |  |  |  |  |  |  |  |  |  |  |  |  |  |